# زوجة ملكية عظيمة

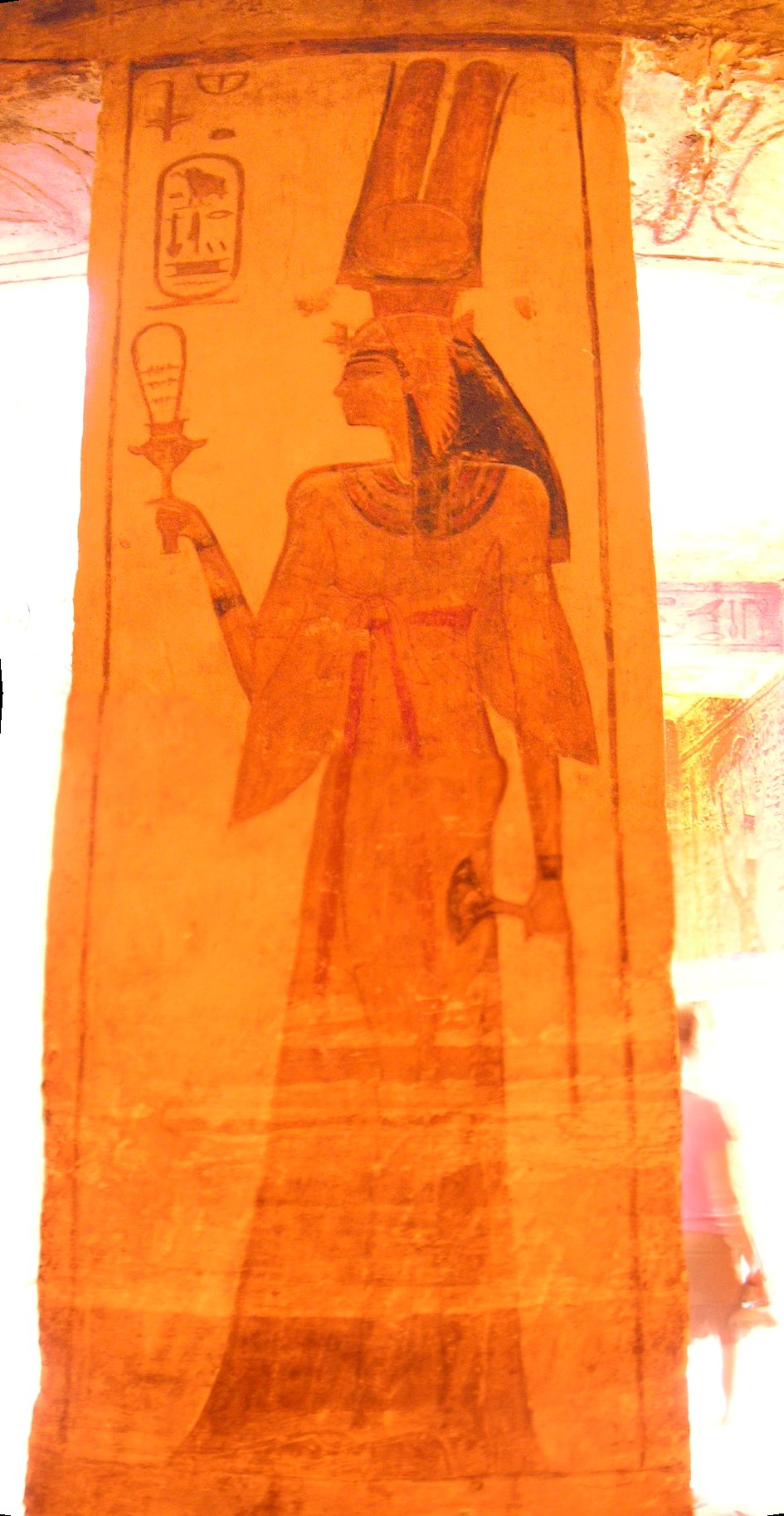
نفرتاري, الزوجة الملكية العظيمة لرمسيس العظيم.

 الزوجة الملكة العظيمة هو مصطلح يستخدم للإشارة إلى زوجات الملوك المصريين القدماء يوم تتويجهم. الحائز الأول لاسم الزوجة الملكية العظيمة ربما كانت نوب خعس من الفترة الوسيطة الثانية ، مريت سجر زوجة الملك سنوسرت الثالث كذلك يقال إنها كانت أول من حملت هذا اللقب ووضع اسمها في خرطوش لكنها لا تذكر إلا في الدولة الحديثة فقط ولا توجد لها أي نقوش من زمنها تؤكد ذلك.

## زوجات ملكيات شهيرات
- نفرتاري : كانت الزوجة الملكية العظيمة للملك رعمسيس الثاني ،و بعد وفاة أمها، حملت ميريت آمون الابنة الرابعة للملك لقب الزوجة الملكية العظيمة.
- نفرتيتي : كانت الزوجة الملكية العظيمة لأخناتون[1]

ثم توفيت إحدى بناتهم وهي ميكيت أتون، وقد صور حزنهم عليها في بعض النقوش. وبعد وفاة إبنتهم، اختفت نفرتيتى من البلاط الملكى وحلت إبنتها ميريت أتون محلها، وحصلت على لقب الزوجة الملكية العظمى.
- عنخ سن پا أتن : كانت الزوجة الملكية العظيمة لشقيقها (أو الاخ غير الشقيق) توت عنخ أمون وخليفته خپر خپرو رع آي وربما كانت الزوجة الملكية العظيمة لوالدها، أخناتون، بعد وفاة والدتها.

## زوجات الملك

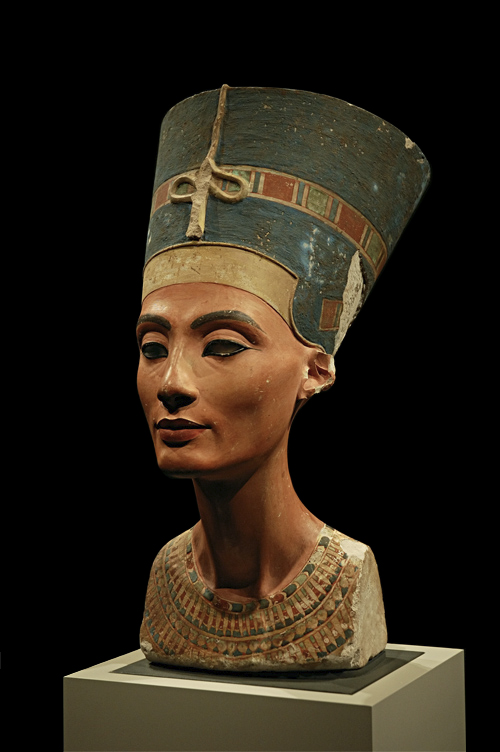
نفرتيتي, كانت الزوجة الملكية العظيمة لأخناتون

كانت الزوجة الملكية العظيمة قرينة الملك الرسمية في الدولة وكثيرا ما كانت شقيقة أو حتى ابنة للملك. كان الملك يتزوج من أكثر القريبات حقاً بالوراثة، أو كان يتزوج أخته أو ابنته من أجل إبقاء السلالة الملكية نقية وليؤكد شرعية حقه بالعرش.
و في حين أن معظم المصريين كانوا بزوجة واحدة، كان الملك له، زوجات ( و محظيات) بالإضافة إلى الزوجة الملكية العظيمة الرئيسية. هذا من شأنه أن يسمح للملك بالزيجات الدبلوماسية مع بنات الحلفاء، كما كانت تجري العادة من الملوك.